# Barbara Rejduch
Barbara Rejduch (ur. 1956, zm. 1 lipca 2014) – polski zootechnik, prof. dr hab. inż., specjalistka w zakresie genetyki molekularnej, immunogenetyki i cytogenetyki zwierząt. Członek PAN.

## Życiorys
W latach 1975–1980 studiowała na Wydziale Zootechnicznym Akademii Rolniczej im. Hugona Kołłątaja w Krakowie.
Była profesorem Zakładu Biotechnologii Zamiejscowego Wydziału Biotechnologii Uniwersytetu Rzeszowskiego oraz Instytutu Zootechniki - Państwowego Instytutu Badawczego w Krakowie-Balicach, gdzie pełniła funkcję kierownika Działu Cytogenetyki i Genetyki Molekularnej Zwierząt. Odznaczona Srebrnym (2005) i Złotym Krzyżem Zasługi (2010). Zmarła 1 lipca 2014 i została pochowana na cmentarzu Rakowickim w Krakowie.